# 小省藤
小省藤（学名：Calamus gracilis）为棕榈科省藤属下的一个种。其种加词来源于拉丁文“gracilis”，意为“细长的”。